# Vallée de la Saskatchewan
La Vallée de la Saskatchewan est une aire géographique de forme triangulaire, délimitée par les villes de Prince Albert,  North Battleford, et Saskatoon. 
Ce territoire comprend les deux cours d'eau sources de la rivière Saskatchewan, à savoir, la rivière Saskatchewan Nord et la rivière Saskatchewan Sud.
Sur ce territoire vivaient les Amérindiens Cris.
Dès 1692, l'explorateur et négociant anglais Henry Kelsey explore la vallée de la Saskatchewan. Les trappeurs et coureurs des bois français, canadiens français et métis arpenteront, quelques années plus tard, cette vallée qui traverse les prairies canadiennes et conduit aux Montagnes Rocheuses. Parmi eux, l'officier canadien Pierre Gaultier de Varennes et de La Vérendrye et ses fils. Ils y construiront des comptoirs fortifiés, sorte de poste de traite entouré d'enceinte, tels que le Fort Paskoya, Fort de La Corne et le Fort La Jonquière.
La vallée de la Saskatchewan conduit en aval vers le lac Winnipeg et le lac Manitoba puis par le fleuve Nelson permet de rejoindre la Baie d'Hudson.